# Сюй Дунсян
Сюй Дунся́н (кит. упр. 徐东香, пиньинь Xú Dōngxiāng, род.15 января 1983) — китайская спортсменка, гребец, призёр Олимпийских игр.

## Биография
Сюй Дунсян родилась в 1983 году в деревне Хунцянся уезда Шаосин округа Шаосин провинции Чжэцзян. Под влиянием увиденных в 1996 году по телевизору Олимпийских игр заинтересовалась спортом и поступила в местную спортшколу.
В 2001 году Сюй Дунсян стала обладательницей серебряной медали 9-й Спартакиады народов КНР. В 2002 году она завоевала золотую медаль Азиатских игр. В 2006 Сюй Дунсян выиграла чемпионат мира, а в 2010 вновь стала золотым призёром Азиатских игр. В 2012 году Сюй Дунсян в паре с Хуан Вэньи завоевала серебряную медаль Олимпийских игр.